# Buchar (planetka)
(3141) Buchar je planetka nacházející se v hlavním pásu asteroidů. Objevil ji český astronom Antonín Mrkos 2. září 1984. Byla pojmenována podle českého astronoma Emila Buchara. Kolem Slunce oběhne jednou za 6,26 let.